# Humberto Rubin
Humberto León Rubin Schwartzman (Pilar, 10 de mayo de 1935-Asunción, 25 de julio de 2022) fue un periodista y locutor paraguayo, reconocido por su extensa trayectoria en radio y televisión. Es uno de los pocos periodistas que han participado en más de 1400 programas de televisión, comenzando desde su etapa en Telefuturo. Ganó renombre a través de su programa de televisión El saber va contigo, el cual condujo junto a su hijo Hugo Rubin en Canal 13. Además, tuvo su propia emisora de radio llamada Radio Ñandutí en la frecuencia 1020 AM. Es hermano de Armando y Arturo Rubin. Tuvo cinco hijos y entre ellos es padre de Palo, Leo y Huguito Rubin.

## Trayectoria
Se inició en el periodismo radial a fines de la década del 50, siendo apenas un adolescente de catorce años. Entonces, un cronista, para transmitir un gol, debía salir corriendo como un chasqui, al encuentro del teléfono más cercano y difundir la noticia por los diarios o radialmente.
Años más tarde, y durante mucho tiempo, fue animador y conductor de TV, de programas radiales en la mayoría de las radioemisoras existentes en aquella época en Asunción, tales como Cáritas, Stentor, Emisoras Paraguayo o Radio Guaraní, entre otras.
Viajó a Montevideo, Uruguay donde trabajó por espacio de varios años en Radio Carve.
En los comienzos de la televisión uruguaya fue el primer rostro que apareció en la pantalla de canal 10 Saeta, de Montevideo. Allí también hizo teatro en la compañía de Juan Casanovas.
Su personaje, el cowboy Tom Mix, fue muy querido por el público infantil que seguía sus aventuras en las presentaciones radiales y en vivo, en el Palacio Peñarol y otros escenarios.
Volvió a su país y se hizo cargo de la dirección de Radio Comuneros, hasta la fundación de Z.P. 14 Radio Ñandutí el 29 de noviembre de 1962.
Integró también varios elencos teatrales como la Compañía Báez – Reisófer Gómez. Formó luego su propio elenco teatral con el que puso en escena celebradas piezas de importantes autores universales, tales como "El Conejo es una Mujer" y "La Tía de Carlos".
Junto con sus hermanos Armando Rubin, Arturo Rubin y su esposa Gloria Rubin, hicieron también en televisión la primera telenovela paraguaya.
Falleció el 25 de julio de 2022 alrededor de las 17:00 hs., a los 87 años, a causa de complicaciones de salud según confirmaron familiares.